# Lutzomyia samueli
Lutzomyia samueli är en tvåvingeart som först beskrevs av Deane L. M. 1955.  Lutzomyia samueli ingår i släktet Lutzomyia och familjen fjärilsmyggor. Inga underarter finns listade i Catalogue of Life.